# Понт-а-Марк (кантон)

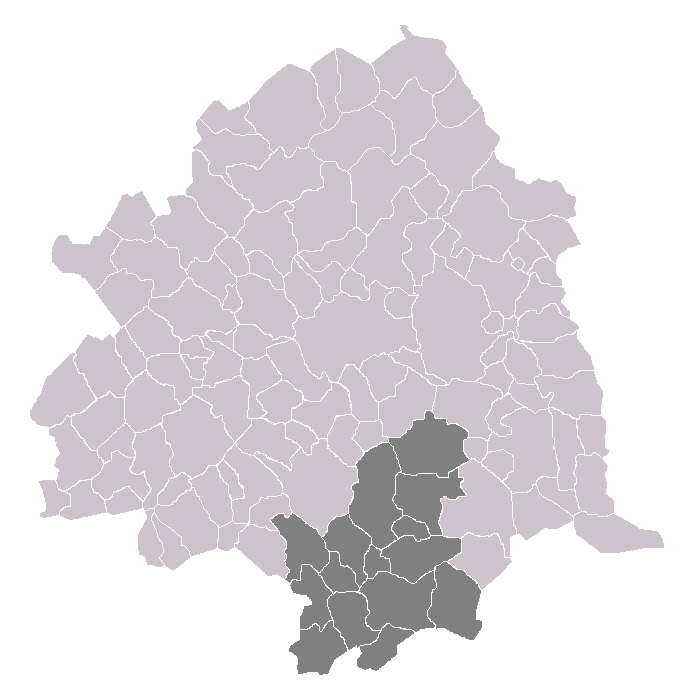
Кантон Понт-а-Марк в составе округа

Понт-а-Марк (фр. Pont-à-Marcq) — упраздненный кантон во Франции, регион Нор — Па-де-Кале, департамент Нор. Входил в состав округа Лилль.
В состав кантона входили коммуны (население по данным Национального института статистики за 2011 г.):
- Авелен (2 564 чел.)
- Аттиш (2 290 чел.)
- Берсе (2 255 чел.)
- Ваани (2 585 чел.)
- Ла-Невиль (672 чел.)
- Мерини (2 533 чел.)
- Мон-ан-Певель (2 126 чел.)
- Моншо (1 447 чел.)
- Острикур (5 244 чел.)
- Понт-а-Марк (2 701 чел.)
- Турмини (682 чел.)
- Тюмери (3 942 чел.)
- Фалампен (4 446 чел.)
- Фретен (3 326 чел.)
- Эннвелен (2 142 чел.)

## Экономика
Структура занятости населения:
- сельское хозяйство — 2,8 %
- промышленность — 15,9 %
- строительство — 11,6 %
- торговля, транспорт и сфера услуг — 45,4 %
- государственные и муниципальные службы — 24,3 %

Уровень безработицы (2011) - 9,4 % (Франция в целом - 12,8 %, департамент Нор - 16,3 %). 

Среднегодовой доход на 1 человека, евро (2011) - 30 540 (Франция в целом - 25 140, департамент Нор - 22 405).

## Политика
Жители кантона в целом придерживались правых взглядов. На президентских выборах 2012 г. они отдали в 1-м туре Николя Саркози 30,1 % голосов против 26,6 % у Франсуа Олланда и 20,0 % у Марин Ле Пен, во 2-м туре в кантоне победил Саркози, получивший 53,8 % голосов (2007 г. 1 тур: Саркози - 34,2 %, Сеголен Руаяль - 23,2 %; 2 тур: Саркози - 57,5 %). На выборах в Национальное собрание в 2012 г. по 6-му избирательному округу департамента Нор жители кантона поддержали действующего депутата, кандидата правого Союза за народное движение, Тьерри Лазаро, набравшего 34,8 % голосов в 1-м туре и 54,1 % — во 2-м туре. (2007 г. Тьерри Лазаро (СНД): 1-й тур - 46,5 %, 2-й тур - 55,4 %). На региональных выборах 2010 года в 1-м туре победил список социалистов, собравший 28,0 % голосов против 23,5 % у занявшего 2-е место списка «правых». Во 2-м туре единый «левый список» с участием социалистов, коммунистов и «зелёных» во главе с Президентом регионального совета Нор-Па-де-Кале Даниэлем Першероном получил 47,7 % голосов, «правый» список во главе с сенатором Валери Летар занял второе место с 31,9 %, а Национальный фронт Марин Ле Пен с 20,4 % финишировал третьим
|  | Кандидат      | Партия                    | % голосов |
|  | ------------- | ------------------------- | --------- |
|  | Жан-Мари Руан | Социалистическая партия   | 51,54     |
|  | Люк Футри     | Союз за народное движение | 48,46     |

|  | Кандидат      | Партия                    | % голосов |
|  | ------------- | ------------------------- | --------- |
|  | Беатрис Мюлье | Социалистическая партия   | 57,07     |
|  | Люк Футри     | Союз за народное движение | 42,93     |